# 両浙路
両浙路（りょうせつろ）は、北宋に置かれた地方行政区の一つ。現在の浙江省及び江蘇省（上海市含む）・福建省の一部。
揚子江下流の南側の地域を浙江（銭塘江の別名）を境として南側を「浙東」、北側を「浙西」と称し、合わせて「両浙」と称したのが始まりとされる。
唐には両浙道が設置され、唐末に銭鏐が両浙道に割拠して呉越を建国した。北宋が設置した両浙路も前代を引き継ぎ、蘇州・常州・潤州・杭州・湖州・秀州・越州・明州・婺州・衢州・睦州・温州・処州の14州と江陰軍・順化軍の2軍から構成されていた。熙寧年間に東西に分割されるも間もなく旧態に復するが、南宋成立後に杭州に行在（臨安府）が置かれたことから再度東西に分割された。だが、その後も東西両路を合わせた俗称として「両浙」の名称は用いられた。